# Bayerische S 2/5 (Vauclain)
In die Klasse S 2/5 der Königlich Bayerischen Staatsbahn waren zwei Schnellzug-Dampflokomotiven amerikanischen Ursprungs mit Vauclain-Triebwerk eingereiht.
Um die damals in Deutschland weitgehend unbekannten Baugrundsätze amerikanischer Lokomotiven kennenzulernen, importierte die Bayerische Staatsbahn 1899 und 1900 vier Lokomotiven des Herstellers Baldwin. Nach den beiden 1899 gelieferten Consolidation-Güterzuglokomotiven mit der Achsfolge 1'D (Gattung E I) folgten 1900 zwei Atlantic-Schnellzuglokomotiven (Achsfolge 2'B1). Es waren typisch amerikanische Lokomotiven, wobei Kessel und Triebwerk baugleich mit den Lokomotiven der Klasse A-1 der Milwaukee Road waren. Auch der Achsstand war bei beiden Bauarten fast gleich, allerdings waren die Treibräder der bayerischen Lokomotiven mit 1.829 mm Durchmesser kleiner als die der A-1 (1.981 mm), so dass sich ein um etwa eine Tonne geringeres Gesamtgewicht ergab (damals waren die in den USA üblichen Achslasten noch nicht wesentlich höher als in Europa).
Die Lokomotiven hatten ein Vierzylinder-Verbundtriebwerk der Bauart Vauclain, bei dem je ein Hoch- und Niederdruckzylinder direkt übereinander angeordnet waren und auf eine gemeinsame Treibstange arbeiteten. Der Vorteil dieser Bauart bestand darin, dass keine schwer zugänglichen Innentriebwerke mit teuren Kropfachsen notwendig waren.
Während sich diese Triebwerksbauart bei der Staatsbahn und überhaupt in Europa nicht durchsetzen konnte, erkannte man in dem amerikanischen Barrenrahmen einige Vorteile, unter anderem die bessere Zugänglichkeit zu einem Innentriebwerk. Deshalb wurde diese Rahmenbauart dann auch bei den zehn 1904 von Maffei gebauten Serienlokomotiven der Gattung S 2/5 sowie allen späteren bayerischen Vierzylinder-Verbundlokomotiven angewandt, die jedoch abweichend von den amerikanischen Lokomotiven ein Triebwerk mit Innenzylindern und Kropfachse erhielten.
Die beiden Baldwin-Lokomotiven blieben mit den Bahnnummern 2398 und 2399 bis nach dem Ersten Weltkrieg im Einsatz. Im vorläufigen Umzeichnungsplan der Deutschen Reichsbahn Anfang der 1920er Jahre waren die beiden Lokomotiven noch als 14 131 und 14 132 enthalten, doch wenig später waren sie bereits ausgemustert. Bemerkenswert in diesem Zusammenhang ist, dass die amerikanischen Vorbilder – nach einem Umbau auf ein Zweizylinder-Heißdampftriebwerk – noch bis Ende der 1930er Jahre im Einsatz waren.